# Gare Mascouche
Cet article concerne la future gare. Pour la ville de Mascouche, voir Mascouche.
La gare Mascouche est une gare du Réseau de transport métropolitain située dans la ville du même nom. La gare fait partie de la ligne 15 - Mascouche inaugurée en décembre 2014. La gare est accessible pour les personnes à mobilité réduite, des supports à vélo sont disponibles pour les cyclistes et 505 places de stationnement sont adjacentes à la gare.